# Zadębie (województwo pomorskie)
Zadębie – osada leśna  w Polsce położona w województwie pomorskim, w powiecie człuchowskim, w gminie Rzeczenica. 
Osada śródleśna przy granicy z gminą Czarne, wchodzi w skład sołectwa Międzybórz.
W latach 1975–1998 miejscowość administracyjnie należała do województwa słupskiego.